# 코로나 (맥주)

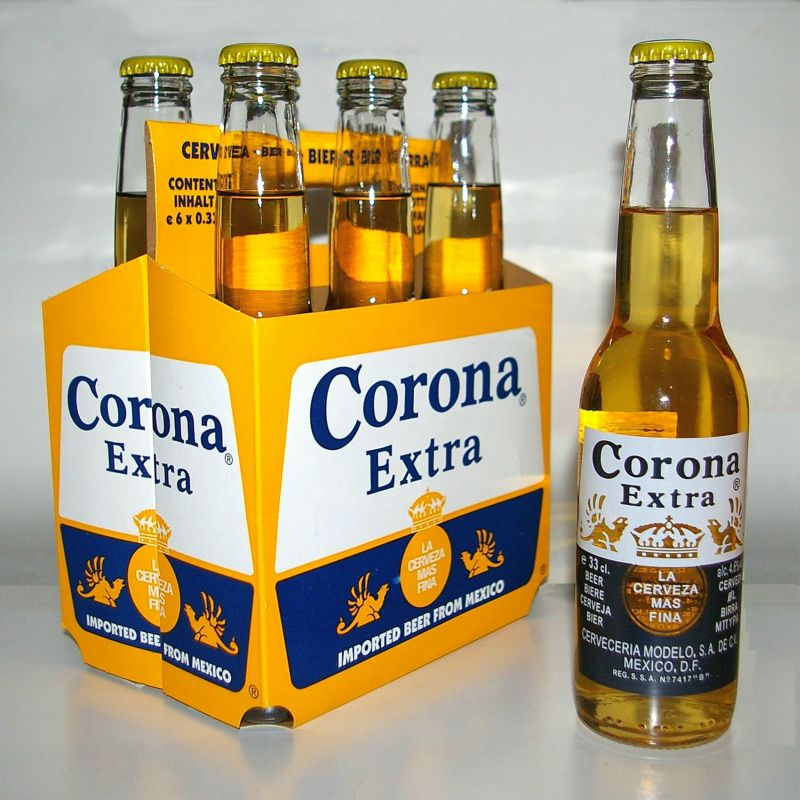

코로나(Corona)는 1925년에서 처음 출시된 멕시코 그루포 모델로(Grupo Modelo) 사의 라거(Lager) 맥주이다.
멕시코에서 최대 판매량을 기록하고 있으며 세계에서 가장 많이 팔리는 맥주 중의 하나이다. 코로나 맥주는 150개 이상의 국가에서 판매되고 있다.
1998년 이래로, 코로나 엑스트라는 미국에서 가장 많이 판매되는 수입 맥주이다. 코로나는 쐐기 모양의 라임이나 레몬이 맥주병 목에 넣어져서 제공된다.

## 코로나-19 범유행의 영향

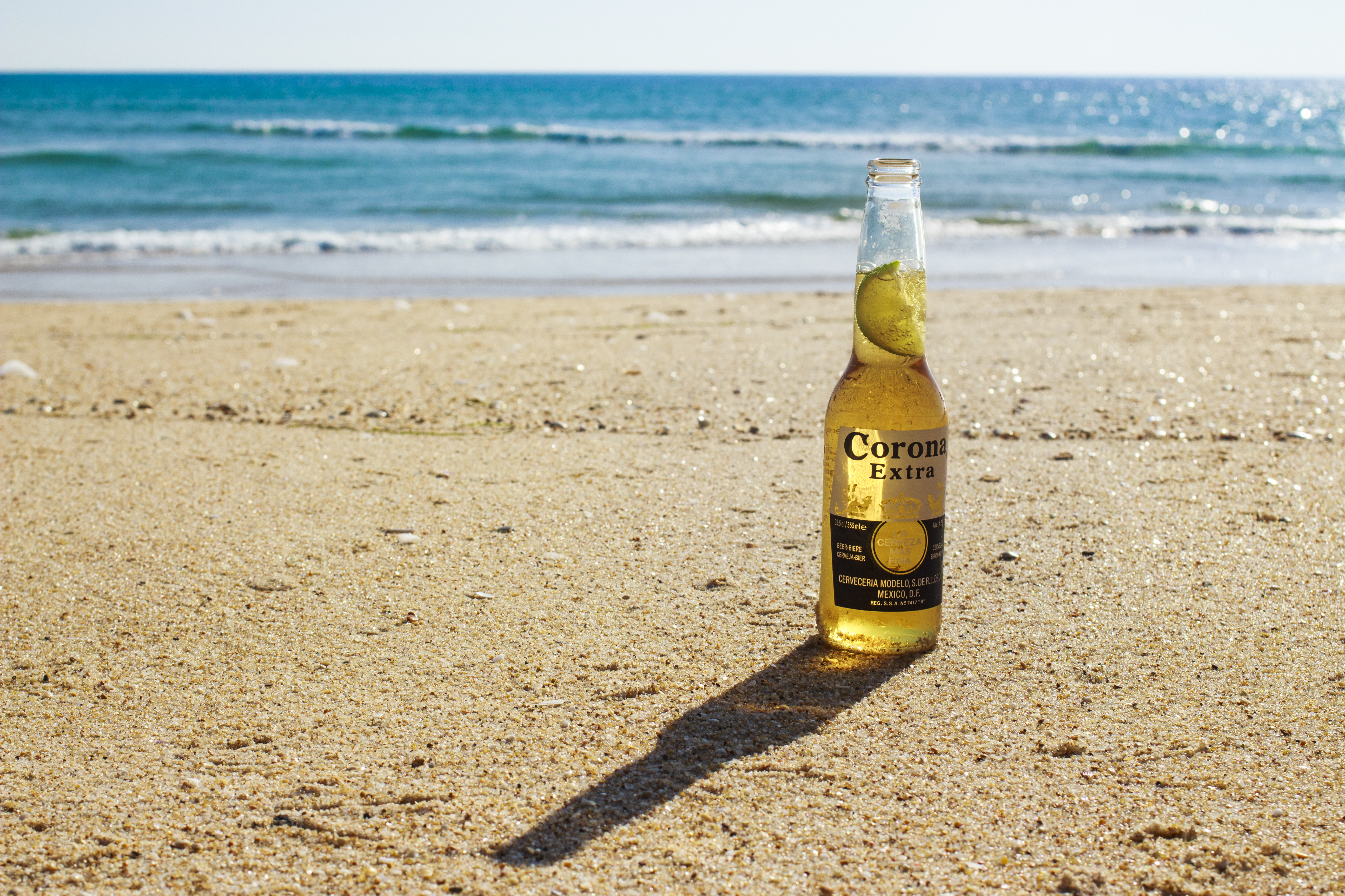
라임 슬라이스가 들어간 코로나병

2020년 2월 기준으로, 코로나-19 범유행 시작 이후 코로나 맥주는 바이러스 기원 국가 중국에서 $170,000,000 달러의 소득 손실을 입었다.
CNN에 따르면 5WPR(5W Public Relations) 조사에서 미국인들 중 38%는 코로나 사태로 인해 사태가 있는 와중에는 코로나 맥주를 구매하지 않을 것이며 다른 14%는 공공연히 코로나를 주문하지 않을 것이라고 표현하였다.